# 수소전기트램
수소연료전지로 운행하는 노면전차로 현대로템이 개발했다. 대전 도시철도 2호선에  2028년 말 완공 예정이다. 1회 충전으로 200km 이상 주행 가능하고 도심 내 공급선 설치가 필요 없는 완전 무가선 방식으로 제작된다. 계획대로 라면 현재 무가선 방식 트램 중 세계 최장인 38.8km 길이다.
수소연료전지로 운행하는 노면전차로 현대로템이 개발했다. 대전 도시철도 2호선에  2028년 말 완공 예정이다. 1회 충전으로 200km 이상 주행 가능하고 도심 내 공급선 설치가 필요 없는 완전 무가선 방식으로 제작된다. 계획대로 라면 현재 무가선 방식 트램 중 세계 최장인 38.8km 길이다.
수소연료전지라 이산화탄소 등 오염물질 배출이 없고 트램에 사용할 수소는 대전 쓰레기매립장에서 발생하는 메탄가스에서 추출한 블루수소를 활용할 예정이다. 수소전기트램을 1시간 운행하면 107.6kg의 청정 공기를 생산할 수 있는데 이는 성인 11만명이 1시간 소비할 수 있는 대기질 개선 효과가 발생한다.